# Dolomedes chinesus
Espèce
Dolomedes chinesus est une espèce d'araignées aranéomorphes de la famille des Dolomedidae.

## Distribution
Cette espèce est endémique de Chine. Elle se rencontre au Shaanxi, au Hubei, au Jiangsu, au Hunan, au Guangdong et en Guizhou.

## Description
La femelle holotype mesure 21 mm.
Les femelles mesurent de 14,48 à 15,03 mm.

## Systématique et taxinomie
Cette espèce a été décrite par Chamberlin en 1924.

## Publication originale
- Chamberlin, 1924 : « Descriptions of new American and Chinese spiders, with notes on other Chinese species. » Proceedings of the United States National Museum, vol. 63, no 13, p. 1-38.